# Johnny Test
Johnny Test (também chamado de Jonathan Test em Portugal) é uma série de animação estadunidense-canadense criada por Scott Fellows e produzida pela Cookie Jar Entertainment (temporadas 1 a 5), Warner Bros. Animation, Teletoon Productions, DHX Media (temporada 6). A série gira em torno da vida de Johnny, um menino de 11 anos que tem duas irmãs gêmeas cientistas que das quais o usam como cobaia em seus experimentos. O sucesso da série acabou gerando uma graphic novel (lançada somente nos Estados Unidos) e um jogo para Nintendo DS. 
Estreou primeiramente no canal estadunidense The WB no bloco infanto-juvenil Kids' WB em 17 de setembro de 2005. Mais tarde, estreou no Cartoon Network em 7 de janeiro de 2008. No Canadá, estreou no canal Teletoon em 8 de setembro de 2006.
No Brasil, a série começou a ser exibida pelo Cartoon Network Brasil em sinal fechado no mesmo ano de sua estreia. Mais tarde foi ao ar em sinal aberto pela Rede Globo em 2009 onde foi líder de audiência no bloco TV Globinho no horário de almoço transmitindo as três primeiras temporadas embora que por um curto período. Posteriormente foi ao ar na RedeTV! através do bloco TV Kids originalmente programado para estrear em dezembro de 2011, mas só estreando definitivamente em julho de 2012, ficando no canal até 2013 por conta do fim do bloco.
Em Portugal, a série foi exibida pelo Panda Biggs e mais tarde pelo Cartoon Network Portugal.
Em Angola e Moçambique, a série é exibida pela Zap Viva através do bloco Clube Z.
Em 15 de março de 2019, o canal oficial do Johnny Test no YouTube divulgou um vídeo confirmando que o programa inspiraria uma websérie de curtas da WildBrain Spark, uma subsidiária da WildBrain que produz conteúdo original para distribuição online. O vídeo do anúncio foi tornado privado em outubro de 2019. Conhecido como Johnny Test: The Lost Web Series, o primeiro curta estreou em 2 de maio de 2020 antes de ser tornado privado dois dias depois.
Em janeiro de 2020, a WildBrain anunciou que seu estúdio em Vancouver estava contratando um novo projeto Johnny Test separado da webssérie. Em 6 de maio de 2020, o WildBrain confirmou que o programa havia sido escolhido pela Netflix por duas temporadas e um conjunto especial interativo de 66 minutos a ser lançado em 2021.

## Enredo
A série gira em torno da vida de Johnny Test, um garoto de 11 anos que mora na fictícia cidade Porkbelly com seus pais e suas irmãs gêmeas Susan e Mary, das quais são cientistas. Susan e Mary por serem cientistas vivem fazendo diversos experimentos dos quais Johnny é usado como "cobaia" para testá-los (daí o significado de seu sobrenome). Além disso Johnny também encara várias aventuras junto de seu cão falante Dukey contra os mais variados vilões com o auxílio das invenções de suas irmãs.
O maior rival de Johnny é Bling Bling Boy, um garoto rico e gênio que faz de tudo para impressionar sua irmã Susan, apesar desta sempre o ignorar por estar sempre tentando impressionar seu vizinho Gil junto de sua irmã Mary, apesar dele nunca dar atenção a elas como se nem notasse suas existências. Além de Bling Bling, Johnny tem outra rival de escola chamada Sissy, da qual sempre tenta ser melhor que ele em tudo, apesar de ambos terem um amor secreto um pelo outro. Dois grandes aliados de Johnny são os agentes Sr. Claro e Sr. Moreno que resolvem casos numa base secreta e sempre pedem ajuda as irmãs em suas missões.

## Personagens
Jonathan "Johnny" Test - O personagem título e protagonista da série. Um garoto de 11 anos com um cabelo loiro similar a labaredas de fogo caracterizado pela sua personalidade rebelde, destemida, mas também estúpido e imaturo. É frequentemente usado como cobaia de suas irmãs em suas experiências, muitas vezes pedindo em troca um invento para satisfazer sua vontade. Seu maior parceiro é Dukey, seu cão falante de estimação. É frequentemente apelidado como "o garoto com cabelo de labareda" pelos personagens.
Dukey - O cachorro de estimação antropomórfico de Johnny. Tem a inteligência de um ser humano por ter tido seu DNA alterado secretamente por Susan e Mary, e por isso ninguém (além de Johnny, Susan, Mary e alguns de seus aliados) sabem que ele fala. Ele normalmente é o principal amigo e cúmplice de Johnny em suas diversões, embora seja mais inteligente que o garoto e por isso chega a ser como um responsável para ele na maioria das vezes.
Susan e Mary Test - Irmãs gêmeas cientistas de Johnny. Têm 13 anos e vivem num laboratório montado no sótão de sua casa. Estão sempre fazendo novas criações, experiências e inventos no laboratório, e na maioria das vezes manipulam seu irmão caçula Johnny a participar deles frequentemente o transformando e alterando seu DNA. Ambas são apaixonadas pelo seu vizinho atraente Gil, e Susan também é alvo de amor de Eugênio.
Hugh Test - O pai de Johnny, Susan e Mary. Ele trabalha como dono de casa sendo bastante estressado e severo com seus filhos sempre os castigando por qualquer coisa fútil, muitas vezes chegado a ser temido pelos próprios filhos (e outras pessoas) pelo seu comportamento neurótico. Ele é sempre submisso as ordens de suas esposa. Vive limpando a casa e cozinhando, apesar de ser um péssimo cozinheiro, conseguindo preparar apenas bolo de carne.
Lila Test - A mãe de Johnny, Susan e Mary. É uma mulher trabalhadora que trabalha num escritório em uma base nuclear de explosivos e pouco passa tempo em casa com a família. Nos episódios mais antigos ela não tinha própria personalidade, porém depois de alguns episódios da terceira temporada ela passou a demonstrar atitudes mais neuróticas e agressivas que a do próprio marido e passou aparecer com mais frequência.
Eugênio/Bling Bling Boy (português brasileiro) ou Eugene/Rapaz Bling Bling (português europeu) - O principal amigo e rival de Johnny. Um garoto de 11 anos rico e gênio do mal, mas também muito estúpido e imaturo. Ele vive fazendo invenções para impressionar Susan a ponto de até mesmo atacar Johnny para conseguir o amor dela, mas ele é sempre desprezado pela Susan. Apesar de tudo ele muitas vezes mostra-se um bom amigo para Johnny chegando até mesmo a ajudá-lo a derrotar outros vilões.
Gil - O vizinho adolescente de Johnny, Susan e Mary. Ele segue o estereótipo de um jovem atraente e bonito que é alvo da paixão de Susan e Mary, ambas das quais Gil vive a ignorar sem saber que elas existem. Ele também é um grande amigo do Johnny, porém mesmo com constante frequência com as irmãs dele ele sempre diz que não conhecia elas. Ele também demonstra ter uma inteligência muito baixa.
Sr. Claro e Sr. Moreno (português brasileiro) ou Sr. Claro e Sr. Escuro (português europeu) - Dois agentes secretos de terno preto e óculos escuros que são aliados de Johnny e suas irmãs. Eles trabalham numa base secreta do governo e frequentemente são mandados pelo General em missões para deter ameaças que atingem Porkbelly, porém sempre acabam contando com a ajuda de Johnny e os experimentos de Susan e Mary para salvarem o dia, já que ambos são estúpidos e incompetentes.
Sissy Blakely - Uma garota rival de Johnny. Tem 12 anos e cabelo loiro com um raio vermelho no centro. Sempre tenta ser melhor que o Johnny em tudo, mas no fundo ela nutre uma paixão secreta por ele.
General - Chefe do Sr. Claro e Sr. Moreno. Um homem rude que trabalha em um exército da Área 51.1 e sempre manda seus dois agentes em missões.
Bumper - O valentão da escola de Johnny, rival que adora atormentar a vida do "Test" e as demais crianças, porém como todo valentão tem um lado sensível oculto.
Sr. Theacherman (português brasileiro) ou Sr. Professor (português europeu) - Professor da escola de Johnny. Aparentemente não gosta de Johnny e vive dando notas baixas para ele, mas não é mal.

## Outras mídias

### Videogames
Em 29 de Março de 2011 a Cookie Jar Entertainment em parceria com a 505 Games lançaram o primeiro jogo da série para console Nintendo DS. Apesar disso a Cookie Jar Entertainment também já havia feito antes uma parceria para produção de dois jogos para smartphone da série, Johnny Test: Clone Zapper e Johnny Test: Bot Drop.

### História em quadrinhos
A Viper Comics anunciou em Abril de 2011 que iria publicar uma graphic novel de Johnny Test juntamente com outra propriedade da Cookie Jar Entertainment, Inspetor Bugiganga. O livro foi posteriormente publicado sob o título de Johnny Test: The Once and Future Johnny, e foi lançada somente nos Estados Unidos.

### DVDs
Desde 2009 a NCircle Entertainment fez uma parceria com a Cookie Jar Entertainment para comercialização de DVDs da série, mais tarde em 2012 a Mill Creek Entertainment tomou esse serviço passando a publicar as demais temporadas. No Brasil já foi lançado um DVD com episódios referentes da 1ª temporada pela Califórnia Filmes, porém devido as suas baixas vendas seu projeto foi cancelado.